# My Little Eye
My Little Eye is een Amerikaans horrorfilm uit 2002 onder regie van Marc Evans.

## Verhaal
De jongeren Rex, Emma, Charlie, Matt en Danny doen mee aan een variant op Big Brother in een verlaten villa in een afgelegen gebied. Als ze zes maanden gezamenlijk in het huis verblijven, winnen ze één miljoen dollar. Als één iemand het huis verlaat, ontvangt niemand iets. Ze worden constant gefilmd door camera's: alles wat ze doen is te volgen via internet.
Alles verloopt redelijk normaal, tot een week voor ze het huis uit mogen. Er worden pakketjes bezorgd met rare inhoud (een pistool, bakstenen), er wordt een dreigende boodschap op het raam geschreven en nog meer griezeligs. Toch blijven de mededingers ervan overtuigd dat dit allemaal bij een plan hoort van de regie om hen het huis uit te jagen (de regie hoeft de premie dan niet te betalen). Ze blijven dus in het huis. De spanningen tussen de bewoners beginnen wel op te lopen door deze voorvallen. De verlegen Danny is verliefd op Emma, maar weet niet goed hoe haar te benaderen. Als er ondergoed van Emma gestolen wordt, lijkt Danny de schuldige te zijn (eigenlijk was dit een handlanger van de regie). Emma wordt boos op Danny. Later probeert Danny het weer goed te maken door haar een zelfgemaakt beeldje te geven. Als Emma en Charlie het beeldje zien houden ze Danny ermee voor de gek. Dit is voor de onzekere en ongelukkige Danny de laatste druppel. De volgende dag vinden de overige bewoners Danny: hij heeft zichzelf verhangen (tenminste: dat denken ze).
De plotselinge dood van Danny zet Rex aan het denken. Hij gaat op internet op zoek naar gegevens over de show waar ze aan meedoen. Hij weet met veel moeite een beta site te vinden. Deze site kan niet worden gehackt en het kost veel geld om er op te mogen. Rex vertelt dit aan de anderen en komt tot de conclusie dat de show illegaal moet zijn. Als ze per toeval op de website kunnen, blijkt dat ze in een snuff movie mee spelen: mensen betalen geld om hen vermoord te zien worden in het huis en wedden zelfs in welke volgorde dat gebeurt. Dit zet grote vraagtekens bij de 'zelfmoord' van Danny. Het duurt dan nog een dag voor ze het huis mogen verlaten. De bewoners besluiten nog een dag in het huis te blijven, zodat ze daarna hun geld krijgen. In die tijd moeten ze zien te overleven.
Rex en Emma schieten een vuurpijl af om hulp te vragen. Ondertussen biedt Matt Charlie aan om haar een massage te geven (om haar te helpen ontspannen). Charlie stemt toe. Als Matt haar aan het masseren is, zegt hij opeens in een camera: "moet ik haar nu afmaken?". Matt blijkt een moordenaar in dienst van de regie te zijn: Charlie merkt dit te laat en Matt vermoordt haar door haar in een plastic zak te laten stikken. 
Die avond wordt Rex wakker door rare geluiden in de woonkamer. Rex loopt naar de kamer toe en ziet dat de TV aanstaat en rare beelden laat zien. Rex wordt zo in beslag genomen door deze vreemde beelden dat hij Matt niet ziet aankomen. Matt slaat hem zijn schedel in met een bijl. Nu is alleen Emma nog over. Matt gaat naar boven, maakt Emma wakker en maakt haar wijs dat de moordenaar in huis is en dat ze zich moeten verstoppen. Emma volgt hem naar de zolder. Daar geeft Matt te kennen dat hij de bewuste moordenaar is. Alvorens hij Emma kan vermoorden weet deze echter te vluchten.
Dan komt er een politieauto aangereden die afkwam op de vuurpijl. De agent hoort Emma's verhaal aan en zet haar veilig in zijn auto, terwijl hij het huis binnengaat. Dan blijken hij en Matt echter onder een hoedje te spelen. Terwijl Emma opgesloten zit in de politiewagen, ziet ze Matt op haar afkomen. Wanneer de agent voor Matt het portier opent, weet Emma te ontvluchten. Ze wordt echter neergeschoten door de agent en (terwijl ze nog leeft) in een kamer opgesloten.
Matt denkt dat het spel nu voorbij is en wil feest gaan vieren. Maar het spel is nog niet voorbij: Matt zelf moet ook nog vermoord worden. Als hij Emma's cel inkijkt schiet de agent hem in zijn hoofd. De agent laat Emma hulpeloos achter in de cel. Emma kan niet uit de kamer ontsnappen en komt vermoedelijk ook om. Alle deelnemers hebben het spel niet overleefd.

## Rolverdeling
- Sean Cw Johnson - Matt
- Kris Lemche - Rex
- Stephen O'Reilly - Danny
- Laura Regan - Emma
- Jennifer Sky - Charlie
- Bradley Cooper - Travis Patterson
- Nick Mennell - agent

## Achtergrond
Het principe is gebaseerd op realityprogramma's als Big Brother en dat zie je constant terug: alle beelden lijken afkomstig te zijn van camera's die in alle hoeken van het huis vast zitten: de camera's kunnen zich uitsluitend naar links, rechts, boven en onder draaien en in- en uitzoomen. De beelden hebben dus dezelfde beperkingen als die van de echte programma's. De beelden worden ook constant scherpgesteld na zoomen. Ook wordt er veelvuldig gebruikgemaakt van nachtopnames met NightShot (waardoor alles in een groen schijnsel gehuld wordt) en hoor je constant camera's zoemen. Laatstgenoemde verschijnselen hebben tot effect dat het geheel een stuk enger wordt... Ook qua in- en exterieur is het echt een spookhuis.

## DVD Extra's
De DVD bevat het volgende bonusmateriaal:
- The Making of
- audiocommentaar van regisseur Marc Evans en producer David Hilton
- volledige audities voor webcast van de 5 personages
- meerdere standpunten: de kijker heeft zelf de controle over de camera's in het huis (slechts voor één scène)
- commentaar van de fictieve voyeurs die de webcast bekijken
- verwijderde scènes (onder meer de uitgebreide aankomst, neergeschoten hert, zelfpromotie van Charlie)